# Antes de la quema
Antes de la quema es una película española de 2019 dirigida por Fernando Colomo. Está protagonizada por Salva Reina, Manuela Velasco, Maggie Civantos, Joaquín Núñez y Manuel Manquiña. Su estreno en España está previsto para el 7 de junio de 2019, antes pudo verse durante el Festival de Cine de Málaga, en la cual fue galardonada con el Premio del Público y Maggie Civantos con la Biznaga de Plata a Mejor Actriz Secundaria.

## Argumento
Quique es un gaditano de 30 años como cualquier otro: simpático y gracioso, sin trabajo actual y con una gran afición al Carnaval. Sin embargo, Quique es el compositor de una de las chirigotas que más éxito está teniendo en la ciudad andaluza. El hombre comienza a ser conocido en su Cádiz natal, aunque sigue sin contar con los fondos necesarios para mantener a una familia ya rota, con una hermana que se encuentra en prisión por traficar con drogas y una madre anciana que padece alzhéimer. Para ello, decide compatibilzar su actividad como chirigotero con un nuevo trabajo: traficante de drogas.

## Reparto
- Salva Reina como Quique.
- Manuela Velasco como Rosario.
- Maggie Civantos como Meme.
- Joaquín Núñez como El Tuti.
- Manuel Manquiña como El Gallego.
- María Alfonsa Rosso como Asun.

## Premios y nominaciones
|      | Ceremonia                               | Categoría                                  | Nominados         | Resultado |
| ---- | --------------------------------------- | ------------------------------------------ | ----------------- | --------- |
| 2018 | XXII Festival de Málaga Cine en español | Biznaga de Plata. Premio del Público       | Antes de la quema | Ganadora  |
| 2018 | XXII Festival de Málaga Cine en español | Biznaga de Plata a Mejor Actriz Secundaria | Maggie Civantos   | Ganadora  |